# Туриця (притока Тиси)
Туриця (рум. Tur, угор. Túr) — річка у північно-західній Румунії, південно-західній Україні та північно-східній Угорщині; ліва притока Тиси.

## Назва
Назва річки «Туриця» походить, вочевидь, від найменування виду вимерлих диких тварин — турів, широко відомих з літописних джерел. "Туриця" — самиця тура. Унаслідок асиміляції місцевого населення угорцями стара назва річки була призабута і замінена на угорську. Але вона побутувала ще у ХІХ столітті і збереглася завдяки фіксації в літературі. Зокрема, історик і публіцист, ігумен Мукачівського василіянського греко-католицького монастиря святого Миколая отець Анатолій Кралицький писав, що місто Тур-Теребеш розташоване на річці Туриці.
Румунська і угорська назви Туриці є адаптацією її слов'янської назви до специфіки обох вказаних мов.

## Опис
Довжина Туриці — 94 км. Площа водозбірного басейну 1261 км². Середні витрати води — 8,8 м³/с.
Джерела Туриці розміщені у Гутинському гірському масиві в Румунії. Річка утворюється злиттям двох приток: Горова (рум. Gorova) та Б'яну (Bianu) на захід від міста Негрешть-Оаш у повіті Сату-Маре, Румунія. Звідки Туриця тече на північний-захід рівниною Сомеш.
На південь від села Фертешолмаш (колишня назва Заболоття) Виноградівського району Закарпатської області України Туриця виходить до українсько-румунського державного кордону і, повертаючи на захід та південний-захід, протікає межею обох держав приблизно 5,5 км.
Долина Туриці болотиста, тож її гирло сильно зарегульоване меліоративною системою. На українсько-угорському кордоні воно розділюється на два основні рукави — Нижню Стару Турицю (Alsó Öreg-Túr) і канал Туриця (угор. Túr). Перший рукав — Нижня Стара Туриця — протікає українсько-угорським державним кордоном у напрямку на північний-захід на відстань 13 км і на захід від села Велика Паладь Виноградівського району Закарпатської області України входить у межі Угорщини. Біля села Ботпаладь (угор. Botpalád) Нижня Стара Туриця поєднується дрібнішими каналами з другим рукавом — властивою Турицею. Уже через 1,5 км із каналу Туриці виділяється ліворуч Стара Туриця (угор. Öreg-Túr) і надалі річки протікають окремо. Канал Туриця впадає в Тису навпроти села Галабор (стара назва Грабарове) Берегівського району Закарпатської області України. Стара Туриця згодом знову розділюється на два рукави: правий — Нягорська Туриця (Nyagari-Túr) і лівий — сама Стара Туриця. Перший, звертаючи на північний-захід, впадає у Тису на північний-захід від села Нягор (Nyagar) і на захід від села Сатмарчеке (Szatmárcseke) у медьє Саболч-Сатмар-Берег в Угорщині. Другий рукав, протікаючи на захід, впадає до Тиси біля села Янд (Jánd) того ж медьє.

## Природне значення
Унаслідок регулювання русла Туриці в її долині утворилися численні рукави та канали, значна частина яких — сліпі, а деякі пересохли. У руслах та каналах Туриці сформувався багатий біоценоз водно-болотних угідь. Зокрема, у басейні Туриці зафіксовано 53 види риби. Частина долини ріки в межах Румунії та Угорщини віднесена до природно-заповідного фонду.